# Templo de Toronto
El Templo de Toronto es uno de los templos construidos y operados por la Iglesia de Jesucristo de los Santos de los Últimos Días, el número 44 construido por la iglesia y el primero de la provincia de Ontario y el segundo en Canadá, haciéndolo el primer país del mundo fuera de los Estados Unidos en contar con dos templos Santos de los Últimos Días. Seis semanas después de la dedicación del templo de Toronto, Alemania reunificó sus límites, con lo que pasó a ser el segundo país con más de un templo SUD. 
Situado en la ciudad de Brampton a unos 32 km del centro de Toronto, el templo consta de un solo pináculo y jardines que cubren 5.26 hectáreas que, a diferencia del interior del templo, están abiertos al público. La arquitectura del templo de Toronto es muy similar a la usada en el templo de Denver, Colorado. Con 57 982 pies cuadrados (5386,7 m²) de construcción, es el segundo templo de mayor tamaño entre los templos operados por la iglesia SUD en Canadá, después del templo de Alberta con 88 562 pies cuadrados (8227,7 m²). En 1992, el templo de Cardston fue declarado un Sitio Histórico Nacional de Canadá por haber sido construido con los mejores materiales y porque exhibe un nivel excepcional de artesanía moderna que domina el primer asentamiento mormón de Canadá.

## Historia
La historia del Movimiento de los Santos de los Últimos Días está muy estrechamente vinculada con la región de Toronto. En 1832, dos años después de la organización formal de la iglesia fundada por Josep Smith, Parley P. Pratt y otros cinco miembros del original Quórum de los Doce Apóstoles comenzaron a predicar el restauracionismo en Toronto, para entonces una ciudad de 9 mil, ahora con más de tres millones de habitantes. John Taylor, quien llegaría a ser el tercer presidente de la iglesia SUD en Utah se convirtió en Toronto, al igual que Mary Fielding, futura esposa del hermano de Smith, Hyrum Smith y madre y abuela de los presidentes Joseph F. Smith y Joseph Fielding Smith respectivamente.

## Construcción

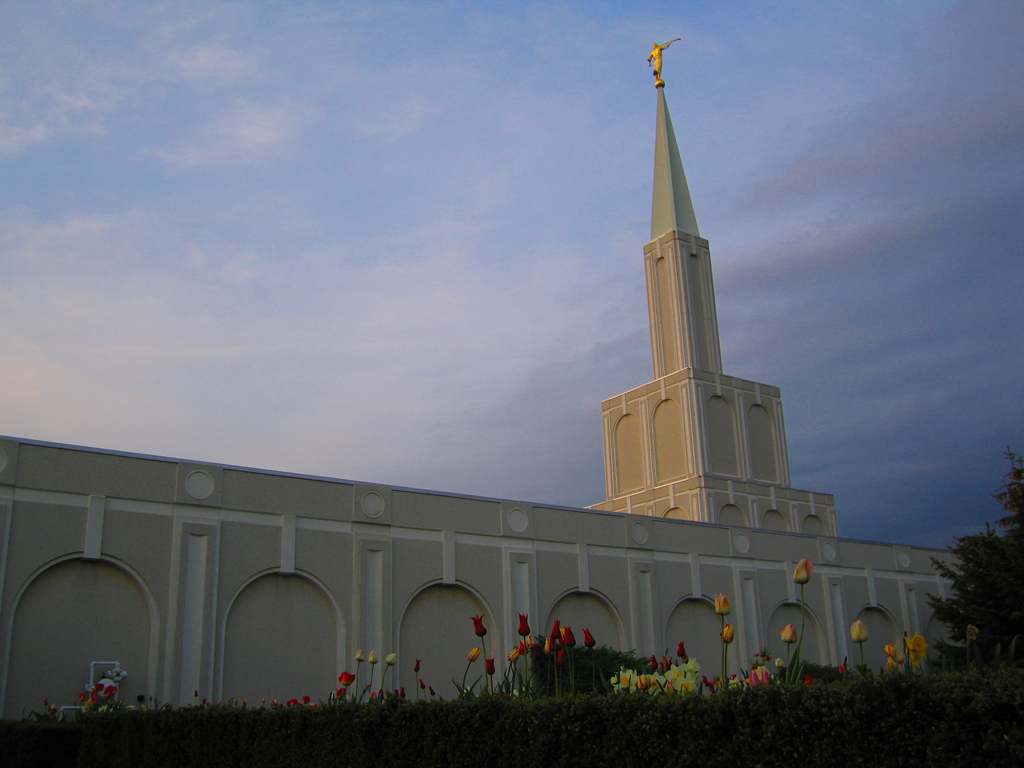
Vista de un costado del templo de Toronto.

La Primera Presidencia de la iglesia anunció la construcción del templo en la ciudad de Toronto en la Conferencia General de abril de 1984, conjuntamente con la construcción de los templos de Portland, Oregón, Las Vegas, Nevada, San Diego, California, y Bogotá, Colombia. Tras el anuncio público, la iglesia en ese país buscó un terreno adecuado, considerando varios puntos por cerca de 18 meses. Finalmente se decidió construir el templo religioso en un terreno que la iglesia ya poseía en la ciudad de Brampton y la ceremonia de la primera palada tuvo lugar el 10 de octubre de 1987. Los últimos retoques en el acabado del templo se completaron a tiempo pese a una huelga de trabajadores de la construcción paralizó las obras durante al menos seis semanas. Los líderes del sindicato de trabajadores acordaron permitir que un puñado de miembros SUD voluntarios trabajaran en ciertos detalles del interior mientras se resolvían las negociaciones durante el paro obrero.
En la actualidad, solo miembros de la iglesia en Ontario asisten al templo de Toronto, donde están las ciudades Hamilton, Waterloo, London, Mississauga, Oshawa y Toronto.

## Dedicación
El templo SUD de la ciudad de Toronto fue dedicado para sus actividades eclesiásticas en once sesiones, del 25 al 27 de agosto de 1990, por el entonces presidente de la iglesia SUD Gordon B. Hinckley. Con anterioridad a ello, del 16 de noviembre al 9 de diciembre de ese mismo año, la iglesia permitió un recorrido público de las instalaciones y del interior del templo al que asistieron cerca de 3.000 visitantes diarios. Unos 30.000 miembros de la iglesia e invitados asistieron a la ceremonia de dedicación, que incluye una oración dedicatoria.
Los servicios dedicatorios fueron traducidos a varios idiomas incluyendo el francés, uno de los idiomas oficiales de Canadá, así como el español, el portugués, el mandarín, el cantonés y el coreano.

## Características
El templo de Toronto tiene un total de 5.387 metros cuadrados de construcción, contando con cuatro salones empleados para las ordenanzas SUD y seis salones de sellamientos matrimoniales. Cuenta además con un baptisterio. Debido a que la iglesia SUD enseña que la segunda venida de Jesucristo ocurrirá por el este, la fachada principal del templo está encarada en esa dirección.
Heber J. Grant dedicó en 1939 la primera capilla en Toronto, la primera en el este de Canadá. Para el momento de su dedicación, la estaca en la ciudad de Brampton donde está ubicado el templo, tenía un radio de membrecía de 125 kilómetros.